# دونالد هاريسون
دونالد هاريسون (بالإنجليزية: Donald Harrison)‏ هو عازف ساكسفون أمريكي، ولد في 23 يونيو 1960 في نيو أورلينز في الولايات المتحدة.

## وصلات خارجية
- دونالد هاريسون على موقع ميوزك برينز (الإنجليزية)
- دونالد هاريسون على موقع أول ميوزيك (الإنجليزية)
- دونالد هاريسون على موقع ديسكوغز (الإنجليزية)